# Corruption en France

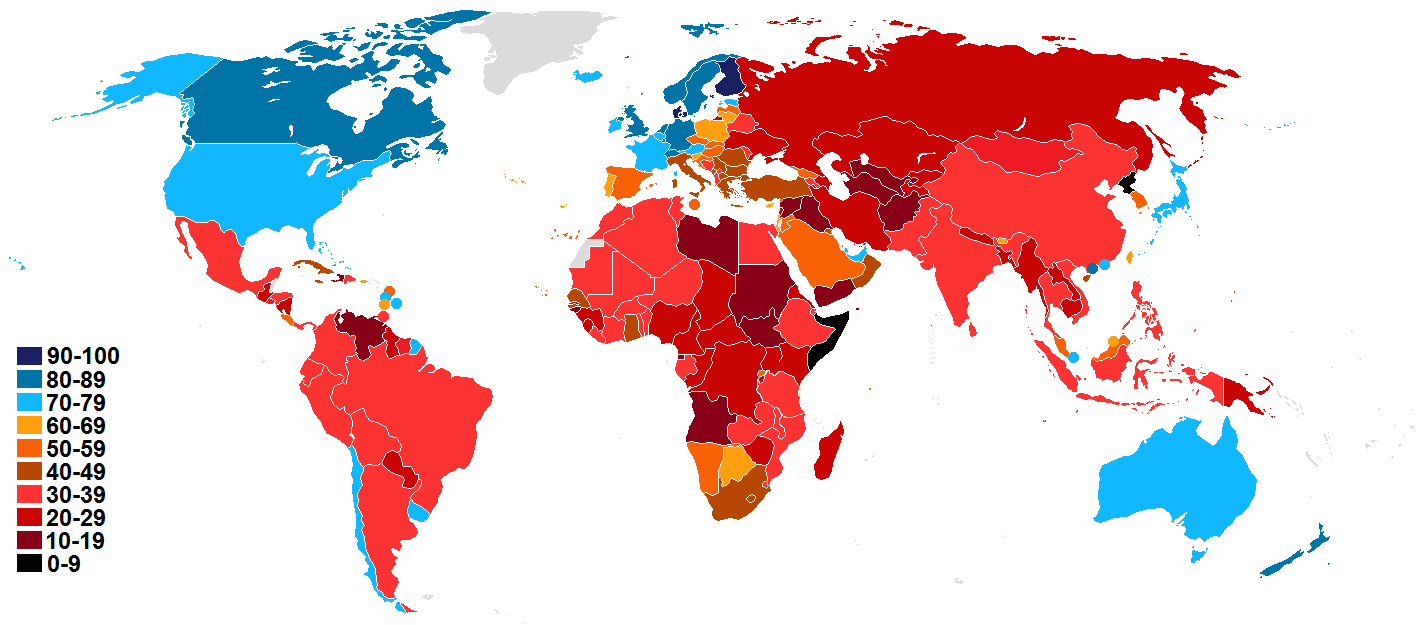
Une carte du monde de 2015, l'indice de perceptions de corruption par Transparency International.

La corruption en France décrit la prévention et la présence de la corruption en France.
La France ratifie plusieurs conventions internationales de lutte contre la corruption telles que la Convention de l'OCDE contre la corruption d'agents publics étrangers dans les transactions commerciales internationales et la Convention des Nations unies contre la corruption.
Selon[Qui ?], les investisseurs ne considèrent pas la corruption comme un problème pour faire des affaires en France, et les entreprises opérant en France ont en général une bonne réputation de la responsabilité sociale de l'entreprise.
L'Assemblée nationale française vote deux projets de loi pour la lutte contre l'évasion fiscale[Lesquels ?]. Cependant, ces dernières années[Quand ?], plusieurs scandales de corruption impliquent de hauts fonctionnaires. Les travaux publics et l'industrie de la défense sont considérés comme les plus touchés par la corruption.

## Histoire
Une nette hausse du nombre annuel de condamnés pour corruption de fonctionnaires est observé[Par qui ?]au tournant des années 1990 : entre 50 et 100 entre 1987 et 1992 ; entre 100 et 200 à partir de 1993 ; et plus de 200 après 1999, atteignant dans les années 2010 « un niveau historique, jamais observé jusque-là. Cette sévérité accrue s’explique parce que les seuils de tolérance ont changé, selon les enquêtes d’opinion menées en France depuis les années 1970 ».
Les atteintes à la probité constatées par les forces de police et de gendarmerie ont augmenté, en France, de 28 % entre 2016 et 2021, selon une étude statistique officielle rendue publique le 27 octobre 2022 : D’après les données collectées par le Service statistique ministériel de la sécurité intérieure (SSMSI) et l’Agence française anticorruption (AFA), le tiers de ces atteintes à la probité relève du délit de corruption.

## Étendue et perceptions
En France, en 2009, tous les principaux investisseurs étrangers et les exportateurs, et plus de 80 % des sondés cadres dirigeants admettaient « ne pas être sensibilisé du tout » avec l'un des plus importants cadres juridiques dans les affaires internationales. Un cartel constitue un délit punissable d'une peine d'emprisonnement et/ou d'amendes. Le personnel et les budgets publics dédiés à l'application de la réglementation des valeurs mobilières est d'un tiers, en France, par rapport au Royaume-Uni en 2008.

### Rapport deTransparency International
En 2011, l'organisation Transparency International conclu dans son rapport annuel, la France n'en fait pas assez pour arrêter la corruption. Selon un sondage réalisé en octobre 2011 par Taylor Nelson Sofres, 72 % des Français avaient le sentiment que les politiciens sont corrompus.
En 2016, l'indice de perception de la corruption de Transparency International indiquait que la France se situait à la 23e place sur 176 nations évaluées, derrière l'Estonie mais devant les Bahamas. En Europe occidentale, la France ne fait mieux que vis-à-vis du Portugal, de l'Italie et de l'Espagne.

### Perceptions internationales
Le 1er février 2017, alors que l'élection présidentielle française est entachée par deux affaires concernant des soupçons d'emplois fictifs concernant François Fillon (Affaire Fillon) et Marine Le Pen (Affaire des assistants parlementaires du Front national au Parlement européen), le magazine spécialisé Foreign Policy publia un article titré « Why is France so corrupt? ».
Le magazine rappelle ainsi que « personne en France ne discute le droit de François Fillon de payer sa femme en tant qu'« assistant » pendant huit ans. Alors que les lois contre le népotisme américaine interdisent de telles pratiques – à moins d'être président – ce n'est pas le cas en France ». Ainsi, selon Foreign Policy, près de 115 des 577 députés français emploieraient un membre de leur famille en tant qu'assistant. Cela conduit Foreign Policy a écrire que « la France n'est pas un pays particulièrement corrompu, en terme globaux, mais en Occident, elle reste un cas à part ». De plus, Foreign Policy considère que cette situation est aggravée par le fait que cette corruption concerne plus souvent les hauts-niveaux politiques que le milieu policiers car, selon le journal, cela repose sur le « principe français d'une monarchie républicaine ».
Dans un rapport de l'Union européenne en 2014, la France est critiquée pour son manque de contrôle des financements de campagne, le manque relatif d'indépendance du judiciaire, et l'absence de volonté politique pour lutter contre la culture de la corruption.

## Milieux concernés

### Affaires politiques

#### Élections
L'étude de la corruption politique en France porte notamment sur :
- les affaires de Jacques Chirac sur l'utilisation de fonds publics pour sa propre campagne électorale à Paris dans les années 1990[9].
- l'enquête sur le financement de la campagne présidentielle de 2007, et la somme de 150 000 euros versée par Liliane Bettencourt à Nicolas Sarkozy.

#### Emplois fictifs
Les affaires d'emplois fictifs concernent notamment :
- l'affaire, concernant des emplois fictifs de la mairie de Paris, remontait à avant 1999[10]. Elle a abouti à la condamnation de l'ancien président Jacques Chirac à deux ans de prison avec sursis pour « détournement de fonds publics », « abus de confiance », « prise illégale d'intérêts » et « délit d'ingérence » en décembre 2011. Alain Juppé est également condamné à un an d’inéligibilité.
- l'affaire des faux chargés de mission de la mairie de Paris, concernant également des emplois fictifs entre 1980 et 1990.
- l'affaire Fillon portant sur des emplois fictifs concernant des membres de la famille de François Fillon. Cette affaire intervient durant la campagne pour l'élection présidentielle française de 2017.

#### Pots-de-vin
Des enquêtes répondant à des suspicions de corruption d'hommes politiques français, notamment Jacques Chirac, Dominique de Villepin et Jean-Marie Le Pen, possiblement liée à l'ex-président du Gabon Omar Bongo. Bernard Granié a été condamné pour corruption en septembre 2011 pour avoir reçu 300 000 euros de la part de Provence Recyclage.

### Secteur de l'énergie
Alstom a fait l'objet d'une enquête en France et en Suisse pour avoir réalisé des paiements irréguliers de 200 millions de dollars de contrats avec le Brésil, à Itá pour une usine hydroélectrique, à São Paulo pour l'extension du métro et pour d'autres œuvres majeures au Venezuela, à Singapour et en Indonésie. Le gouvernement mexicain a pénalisé Alstom et en 2007, l'autorité antitrust de la Commission européenne a condamné Alstom à une amende de 65 millions d'euros pour fixation des prix avec ses concurrents.

### Secteur de l'aéronautique

#### L'affaire Airbus

##### Les origines de l'enquête.
Airbus est impliqué à partir de 2012. "Airbus ran ‘massive’ bribery scheme to win orders" (cf. titre d'un article du Financial Times du 31 janvier 2020).
En France, le site Actu.fr commente longuement une enquête de Mediapart parue le 28 juillet 2017, laquelle cite les conclusions du Parquet national financier et de son homologue britannique, le Serious Fraud Office, pour qui ces commissions étaient l’œuvre du département Strategy and Marketing Organisation (SMO) de l’avionneur, service dirigé par Marwan Lahoud, numéro 2 d'Airbus, opérant sur les contrats d’export les plus sensibles : « Concrètement, le service était chargé de sélectionner, de traiter et de rémunérer l’ensemble des intermédiaires utilisés pour remporter les marchés, aussi bien civils que militaires ».
Les premières affaires éclatent en 2012 après une enquête européenne sur des contrats militaires en Arabie Saoudite, en Roumanie et en Autriche.
Puis, en 2014, c’est l’affaire du Kazakhgate : « Lors d’une perquisition chez Airbus Helicopters, la justice française découvre des mails qui attestent que le groupe a donné son accord de principe pour verser 12 millions d’euros de pots-de-vin au premier ministre kazakh pour faciliter une vente d’hélicoptères », dévoile Mediapart. Dans cette affaire, les policiers de l’Office central anticorruption (OCLCIFF) ont ensuite perquisitionné le 8 février 2016 au matin le domicile de Marwan Lahoud, le numéro 2 d’Airbus Group,.
Toujours en 2014, ce sont cette fois deux intermédiaires turcs qui portent carrément plainte contre le groupe pour réclamer le paiement de commissions dont ils estiment devoir être bénéficiaires dans le cadre de la vente de 160 Airbus à la Chine pour 10 milliards de dollars. Selon Mediapart, un feuillet rédigé par Marwan Lahoud, n°2 d’Airbus Groupe, prévoyait que les commissions pouvaient atteindre 250 millions de dollars, selon les deux agents turcs. D’après des documents cités par Mediapart, l’astuce du SMO pour dissimuler ces commissions furent des fausses factures émises au titre d’un projet fictif de pipeline en mer Caspienne…

##### Signature d'un accord de reconnaissance des faits de corruption avec leParquet National Financier, et paiement d'une amende record de 3,6 milliards d'euros
En janvier 2020, la presse annonce que les tribunaux français, britannique et américain ont validé les accords passés en début de semaine par Airbus et le Parquet national financier (PNF) français, le Serious Fraud Office (SFO) britannique et le Department of Justice (DOJ) américain en vertu desquels le groupe européen s'engage à payer des amendes d'un montant total à 3,6 milliards d'euros: 2,08 milliards en France dans le cadre d'une convention judiciaire d'intérêt public (CJIP), 984 millions au Royaume-Uni et 526 millions aux États-Unis.
Le PNF, le SFO et le DOJ enquêtaient conjointement depuis 2016 sur les « irrégularités » portant notamment sur les agents commerciaux intervenant dans les contrats de ventes d'avions. Au total, ces irrégularités concernent des contrats conclus en Chine, dans les Émirats Arabes Unis, en Corée du Sud, au Japon, en Arabie Saoudite, à Taïwan, au Koweït, en Turquie, en Russie au Mexique, au Brésil, au Vietnam, en Inde, en Colombie et au Népal. Éric Russo, procureur, a fait état des « pratiques massives de corruption au sein de la société » et a expliqué « Ces faits ont été constitués par le versement de millions d'euros de commissions ou d'avantages en nature occultes ».
« La plus grosse affaire de corruption que l'Europe ait connue", "Elle a abouti à la plus grosse pénalité transactionnelle jamais infligée par la justice française. L’amende va rapporter à elle seule deux fois plus que les cinq précédentes conventions judiciaires d’intérêt public(CJIP) conclues depuis leur introduction en droit français par la loi Sapin 2, il y a trois ans », écrit Mediapart.
Les faits et pratiques de corruption dans cette affaire sont détaillés dans les accords signés, et notamment celui signé avec le parquet national financier qui est accessible ici. Aujourd'hui dissoute, l'unité du groupe Airbus baptisée Strategy and Marketing Organization (SMO), dirigée par Marwan Lahoud, était au cœur du dossier.
Ces accords permettent de clore les poursuites contre Airbus, mais ne concernent qu'Airbus en tant que personne morale et pas ses dirigeants ou ex-dirigeants. Mediapart cite sur ce point le procureur financier : « Le procureur national financier a indiqué vendredi que l’enquête allait se poursuivre pour « examiner maintenant les responsabilités individuelles » des salariés et dirigeants de l’avionneur ».

##### Le retentissement de l'affaire en Europe et dans le monde
En Grande Bretagne, le Financial Times publie le 31 janvier 2020, dans un article intitulé Airbus ran 'massive' bribery' schemes to win orders, une photo de lui avec ce titre : « Marwan Lahoud, qui dirigeait l'organisation de stratégie et de marketing d'Airbus, SMO, une division dédiée à la sécurisation des ventes sur les marchés émergents et au cœur d'un catalogue d'infractions ».
En Allemagne, le Handelsblatt a écrit un long article le 10 septembre 2017 sur ces affaires de corruption, et notamment : « Bien que le cas du Kazakhstan soit suffisamment grave, il pourrait y avoir pire à venir alors que les enquêteurs se tournent vers des contrats d'aviation civile avec la Chine et la Turquie. Dans ce dernier cas, M. Lahoud aurait signé 250 millions de dollars de pots-de-vin. Airbus dément les allégations, mais certains disent que le départ soudain de M. Lahoud de la société en février dernier apparaît désormais sous un nouveau jour ».